# Battaglia di Givenchy
La battaglia di Givenchy fu combattuta fra il 18 e il 22 dicembre del 1914, nel corso della prima guerra mondiale, sul fronte occidentale, nei pressi del villaggio di Givenchy. Lo scontro avvenne nel quadro più ampio della prima battaglia della Champagne e vide le truppe britanniche avanzare, inizialmente, malgrado la forte resistenza tedesca, e subire, infine, un forte contrattacco.
Per alleggerire la pressione alla quale l'esercito francese era sottoposto nei pressi di Arras, alle truppe britanniche fu dato ordine di attaccare le forze imperiali nei pressi di Givenchy, per impedire, così, l'arrivo di rinforzi ad Arras da tale settore.
L'improvviso attacco iniziò il 19 dicembre, quando le truppe della divisione indiana Lahore, lanciate all'attacco, catturarono due linee di trincee tedesche. Tuttavia tale successo durò poco: gli attaccanti furono respinti da un pronto contrattacco.
Il giorno successivo i britannici furono colti di sorpresa da un pesante attacco condotto dai tedeschi che avevano ricevuto rinforzi. L'attacco germanico era diretto contro le trincee tenute dalle stesse truppe indiane andate all'attacco il giorno precedente.
I tentativi di difesa furono inficiati dalle condizioni in cui versavano le trincee indiane, invase dall'acqua. I tedeschi furono in grado, quindi, di occupare parte del villaggio, fin quando due battaglioni inglesi di riserva entrarono in azione, riconquistando il villaggio al termine del 20 dicembre.
Malgrado ciò i contrattacchi tedeschi continuarono e si formarono molti salienti nel territorio controllato dalle forze britanniche, fin quando dei rinforzi, provenienti dalla prima armata britannica furono inviati dal generale Haig il giorno seguente. Le truppe fresche rilevarono le posizioni delle esauste forze indiane, ristabilendo lo status quo.
Nel corso del combattimento morirono, fino al 22 dicembre, 4 000 soldati dell'Impero britannico e 2 000 uomini dell'esercito imperiale tedesco